# محمد افیق بن فضلی
محمد افیق بن فضلی (انگلیسی: Afiq Fazail؛ زادهٔ ۲۹ سپتامبر ۱۹۹۴) بازیکن فوتبال است.
از باشگاه‌هایی که در آن بازی کرده‌است می‌توان به باشگاه فوتبال جوهر دارالتعظیم اشاره کرد.
وی همچنین در تیم‌های ملی فوتبال زیر ۲۲ سال مالزی و مالزی بازی کرده‌است.